# إستيل إليزابيث
إستيل إليزابيث (بالفرنسية: Estelle Elizabeth)‏ هي متزلجة فنية فرنسية، ولدت في 29 يونيو 1996 في شالون أن شمباني في فرنسا.

## وصلات خارجية
- إستيل إليزابيث على موقع الاتحاد الدولي للتزلج (الإنجليزية)
- إستيل إليزابيث على موقع اللجنة الأولمبية الدولية (الإنجليزية)
- إستيل إليزابيث على موقع أوليمبيديا (الإنجليزية)